# Иван Москвитин
Иван Юриевич Москвитин (на руски: Иван Юрьевич Москвитин) е руски пътешественик-изследовател от XVII век.

## Изследователска дейност
През 1637 г., в състава на казашки отряд на томския атаман Дмитрий Епифанович Копилов, в качеството си на десятник, Москвитин преминава от Томск до Якутск. На 28 юли 1638 на река Алдан (десен приток на Лена) Копилов основава Буталското зимовище. Оттам през май 1639 г. атаман Копилов изпраща отряд от 30 души начело с Москвитин за търсене на път към Тихия океан. Осем дни отрядът се спуска по Алдан до устието на река Мая и пет седмици се изкачва на 200 km нагоре по реката до изворите ѝ. За един ден пресичат открития от Москвитин хребет Джугджур (2107 м), построяват нови лодки и започват спускане по река Уля. След осем дни достигат до водопади и бързеи, където изоставят лодките и заобикалят по суша опасния участък. След това отново построяват вече голяма лодка и след пет дни през август 1639 г. отрядът достига до Охотско море.
На около 40 km северно от устието на Уля Москвитин основава зимовище. От местните жители узнава за гъстонаселена долина и на 1 октомври изпраща група от 20 казаци с лодката, която след три дни открива устието на река Охота. Оттам казаците продължават покрай брега на изток, откриват устията на няколко малки реки (Урак, Кухтуй, Улбея, Иня и Тауй) и около 500 km от северното крайбрежие на Охотско море до Тауйската губа (59°30′ с. ш. 150°00′ и. д. / 59.5° с. ш. 150° и. д.). По време на зимуването отрядът на Москвитин научава за голяма река далеч на юг, построява две малки корабчета и с тях през следващата година открива западното крайбрежие на Охотско море на юг от устието на Уля.
В края на април – началото на май 1640 г. с двете построени корабчета Москвитин отплава на юг покрай западното крайбрежие на Охотско море, като открива Удската губа (54°50′ с. ш. 135°50′ и. д. / 54.833333° с. ш. 135.833333° и. д., устието на река Уда, Шантарските о-ви и прониква от север в Сахалинския залив. Постепенно продоволствията им свършват и отрядът поема обратно. Разразилите се есенни бури не им позволяват да се доберат до зимовището в устието на Уля и се налага да зимуват в устието на река Алдома (56° 50' с.ш.). През пролетта на 1641 г., след като за втори път пресича хребета Джугджур, отрядът достига до един от левите притоци на Мая и в средата на юли се прибира в Якутск като донася голямо количество ценни кожи. По този начин Москвитин открива и се запознава с около 1700 km от западния бряг на Охотско море.
Властите в Якутск високо оценяват заслугите на участниците в похода. Москвитин е произведен в петдесетник, а спътниците му получават от две до пет рубли награда. През март 1642 г. на базата на събраните от него сведения Курбат Афанасиевич Иванов съставя първата карта на Далечния Изток. През юли 1647 г. Москвитин се завръща в Томск с чин казашки атаман. По-нататъшната му съдба е неизвестна.

## Памет
Неговото име носи нос на Охотско море. През 1972 в устието на река Уля е поставен паметен знак в негова чест и спътниците му.